# Salgueiro (kommun)
Salgueiro är en kommun i Brasilien.   Den ligger i delstaten Pernambuco, i den östra delen av landet, 1 300 km nordost om huvudstaden Brasília. Antalet invånare är 59 884.
Följande samhällen finns i Salgueiro:
- Salgueiro

Omgivningarna runt Salgueiro är huvudsakligen savann. Runt Salgueiro är det ganska tätbefolkat, med 83 invånare per kvadratkilometer.